# Énée Silvius
Énée Silvius ou Silvius Énée (aurait régné entre 1110 et 1079 av. J.-C.)  est le fils de Silvius le Posthume, petit-fils d'Ascagne et arrière-petit-fils d'Énée. Il est le troisième sur la liste des rois mythiques d'Albe-la-Longue dans le Latium, et les Silvii albains le considéraient comme le fondateur de leur maison,. Denys d'Halicarnasse attribue un règne de 31 ans. Ovide ne le mentionne pas parmi les rois d'Albe. Selon Tite-Live et Denys, l'héritier d'Énée Silvius fut Latin Silvius . 